# Hals, Nordfyn
Hals är en halvö i Danmark.   Den ligger i Nordfyns kommun i Region Syddanmark 130 km väster om Köpenhamn. Längst ut på halvön liggrer Enebærodde.